# Ludwig Gruner
Wilhelm Heinrich Ludwig Gruner, född 24 februari 1801, död 27 februari 1882, var en tysk illustratör och grafiker.
Gruner studerade i Dresden och Milano, och vistades ofta i London, där han åtnjöt stor gunst vid hovet och mest verkade som dekoratör. Gruners grafiska verk ingår till största delen i praktpublikationer rörande italiensk konst. Gruner blev 1856 chef för kopparstickskabinettet i Dresden och professor vid akademin.